# Neogalumna
Neogalumna är ett släkte av kvalster. Neogalumna ingår i familjen Galumnidae.
Kladogram enligt Catalogue of Life:
| Neogalumna | \| \| Neogalumna antenniger \| \| \| \| \| \| Neogalumna curviporosa \| \| \| \| |
|            | \| \| Neogalumna antenniger \| \| \| \| \| \| Neogalumna curviporosa \| \| \| \| |
|            | Neogalumna antenniger                                                            |
|            |                                                                                  |
|            | Neogalumna curviporosa                                                           |
|            |                                                                                  |